# Kossuth Lajos tér
Kossuth Lajos tér è una piazza cittadina che si trova nel quartiere Lipótváros di Budapest. È nota perché vi si trova il Palazzo del Parlamento ed è raggiungibile grazie all'omonima stazione della linea linea M2 della metropolitana di Budapest e grazie al panoramico tram n.2.

## Nome e storia
La piazza, ribattezzata nel 1927 in onore di Lajos Kossuth, era precedentemente conosciuta come Országház tér ("Piazza del Parlamento"). Ancora prima, dal 1853 al 1898 era nota come Tömő tér  ("Piazza della discarica"), perché il terreno pianeggiante che fiancheggiava il fiume, allora fuori dall'abitato di Pest, era stato riempito di rifiuti per alzare il livello del suolo.
Dopo seconda guerra mondiale, venne costruito un ponte temporaneo sul Danubio (Kossuth híd) tra Kossuth Lajos tér e Batthyány tér che rimase in funzione fino al 1960 quando fu smantellato e di cui rimangono i cippi sui lati di Pest e Buda.
Dal 17 settembre 2006 Kossuth Lajos tér è stata teatro delle manifestazioni contro il primo ministro Ferenc Gyurcsány dopo il discorso in cui ammetteva di aver mentito per vincere le elezioni del 2006. Fino al 23 ottobre la piazza è stata continuamente occupata dai manifestanti finché non è stata chiusa dalla polizia fino al 19 marzo 2007.
La piazza è stata nuovamente chiusa nel 2012 per ripristinare la sua struttura originaria, antecedente al 1944, ed è stata riaperta nel 2014 come zona pedonale.

## Punti di interesse
Di fronte al Palazzo del Parlamento si trova il Museo etnografico (in precedenza Palazzo di Giustizia) e il Ministero dell'agricoltura.

Di fronte all'edificio del Parlamento si trovano il Memoriale di Kossuth, una statua equestre di Francesco II Rákóczi e un memoriale per la rivoluzione ungherese del 1956. Nelle vicinanze si trova anche una moderna statua dedicata ad Attila József e altri memoriali del conte István Tisza e del conte Gyula Andrássy.

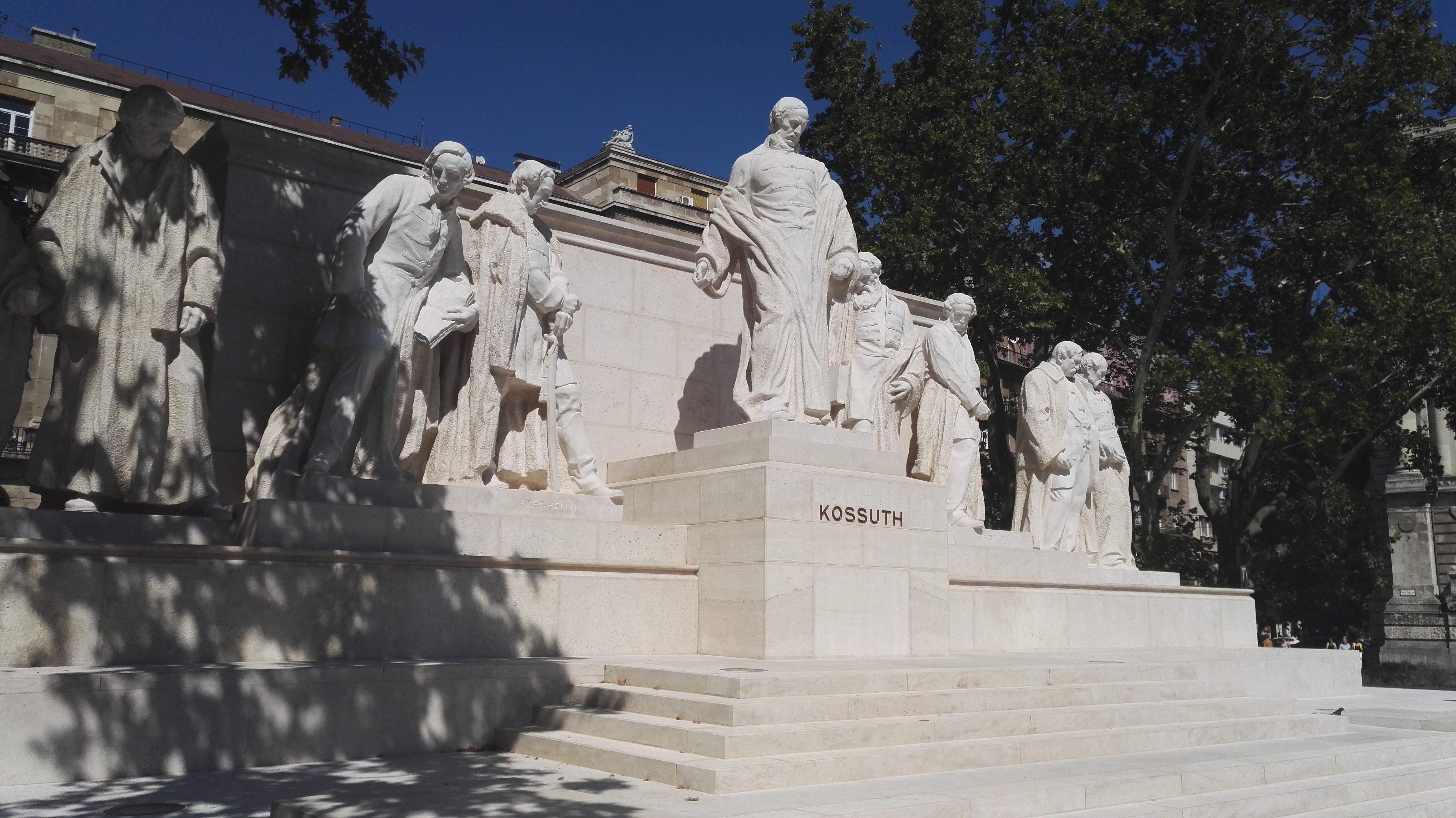
Memoriale di Kossuth
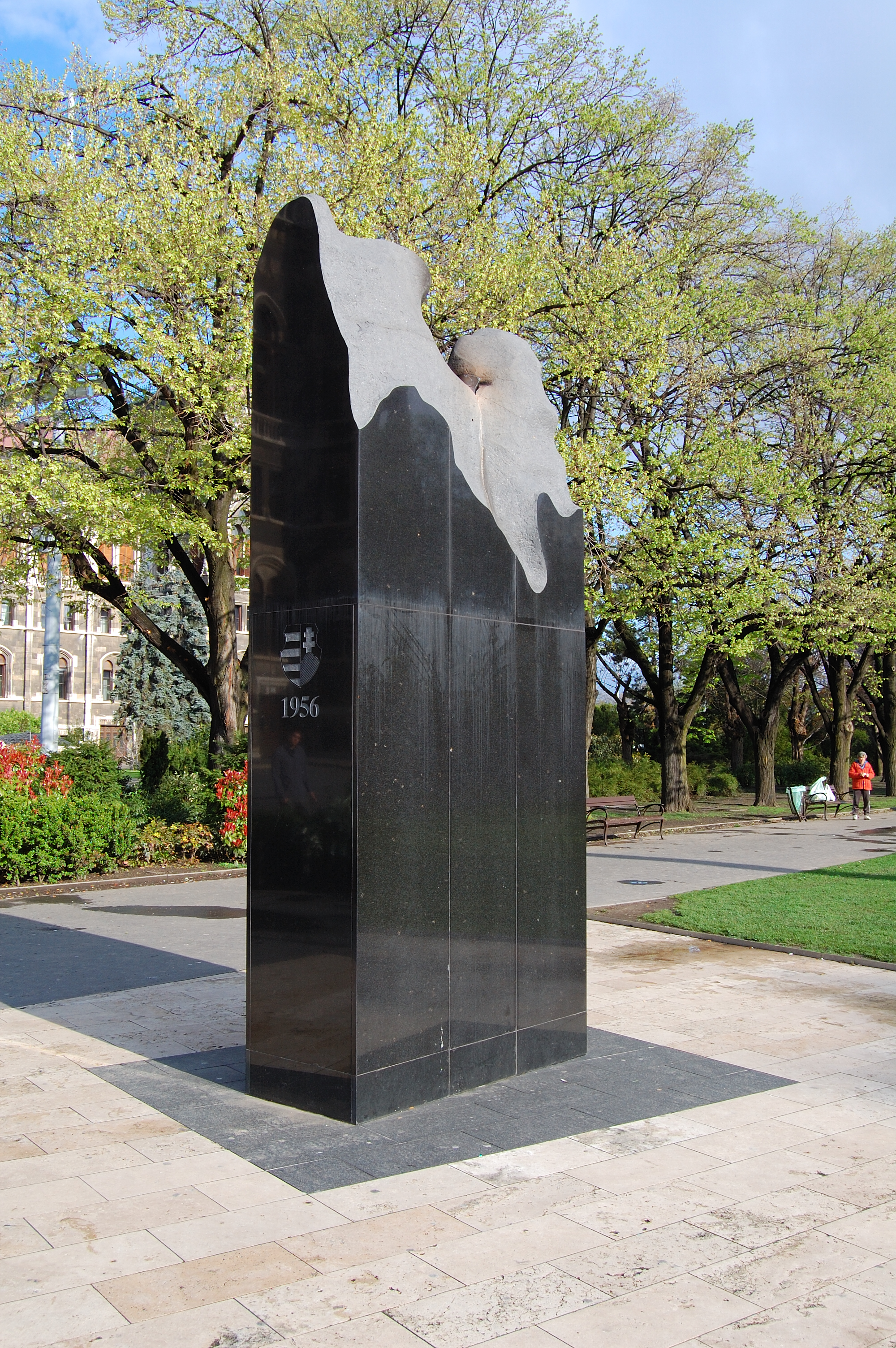
Un memoriale dedicato alla Rivoluzione del 1956
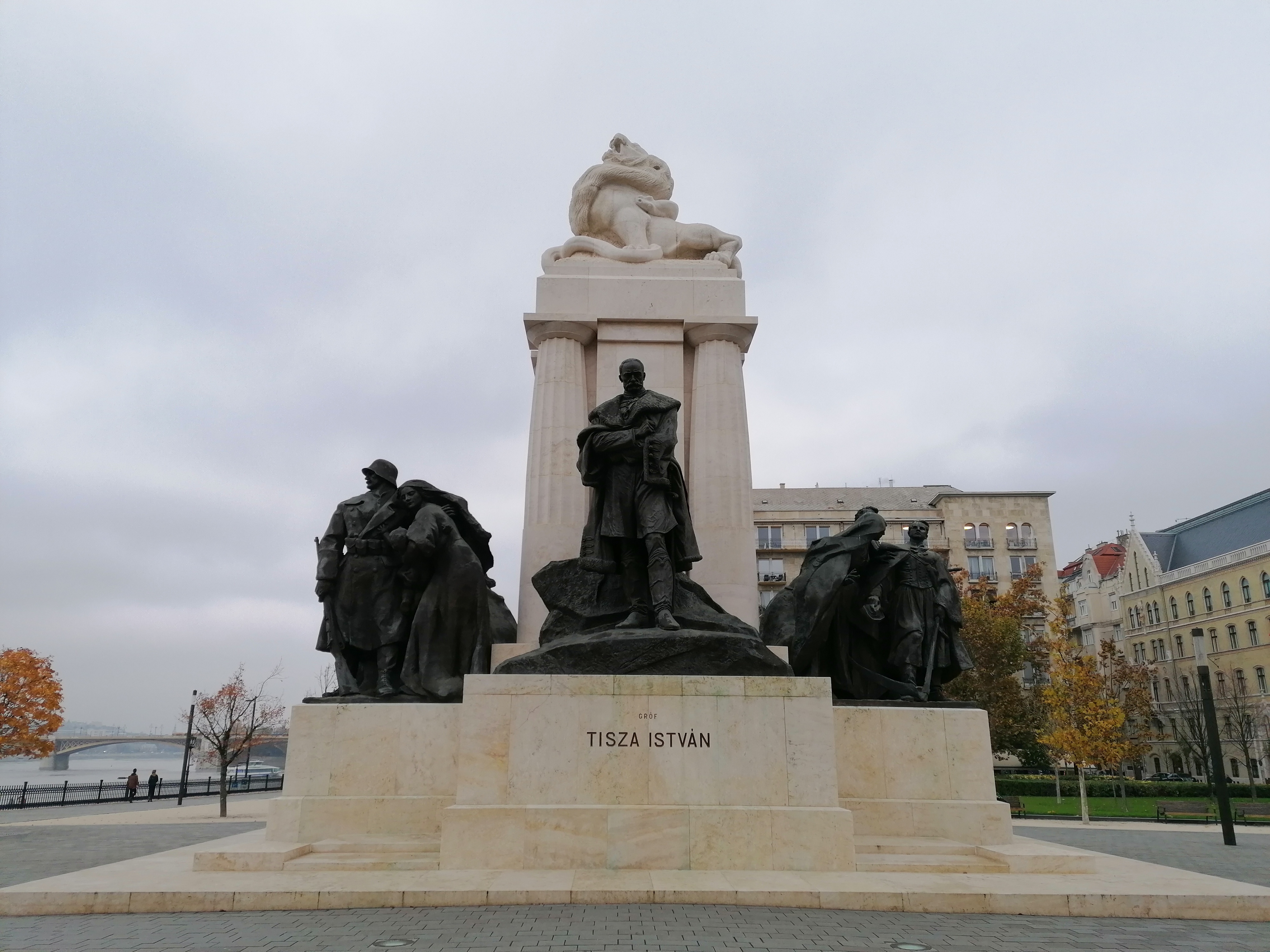
Statua del conte István Tisza
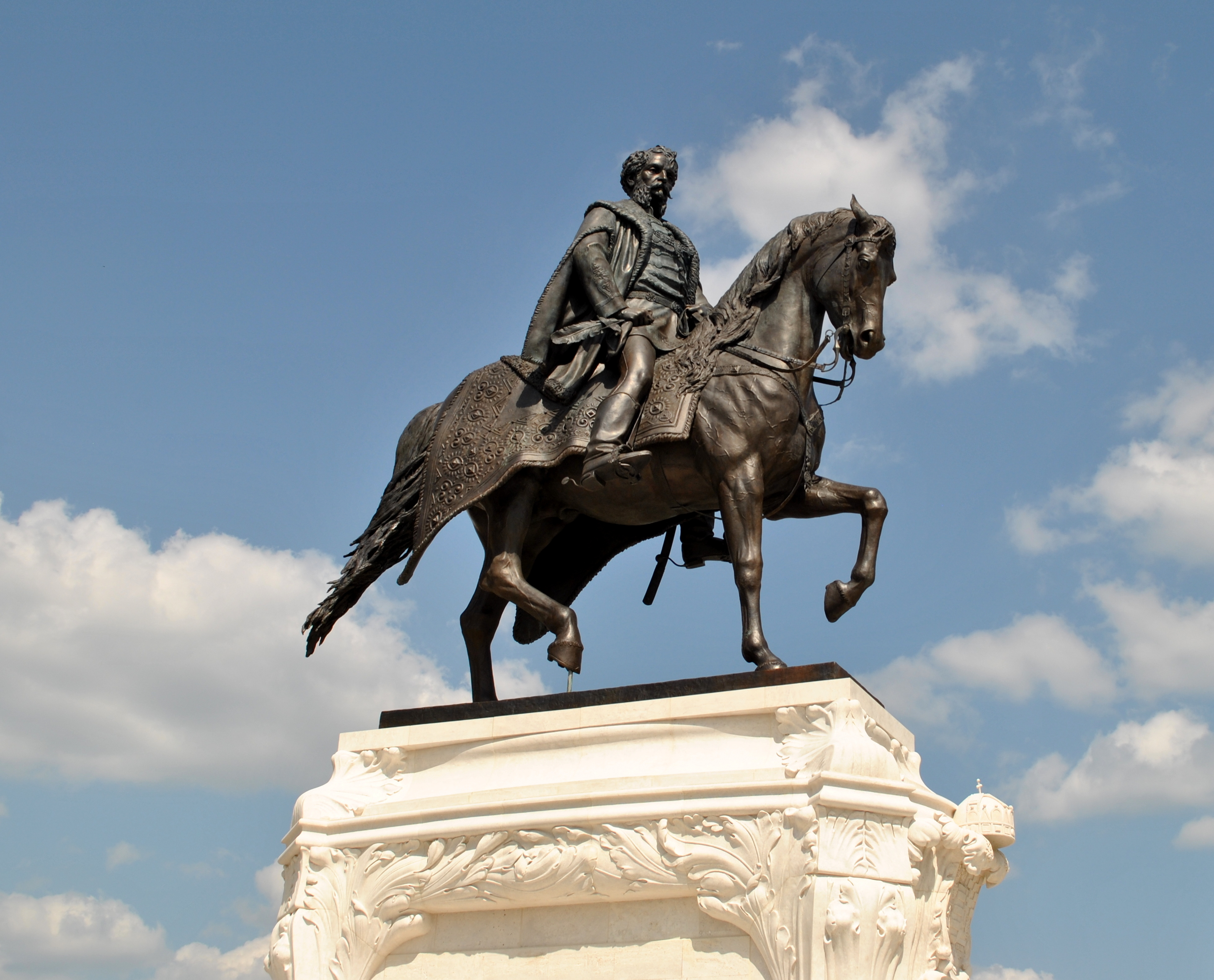
Statua del conte Gyula Andrássy